# René Roy (économiste)
Pour les articles homonymes, voir Roy et René Roy.
René François Joseph Roy est un économiste français né le 21 mai 1894 à Paris et décédé dans la même ville le 25 janvier 1977. On lui doit en microéconomie une relation entre la demande marshallienne et la fonction d'utilité indirecte, identité aujourd'hui connue sous le nom d'identité de Roy.
Il a été un des pionniers de l'économétrie en France. Il a notamment animé pendant de nombreuses années un séminaire d'économétrie,.

## Biographie
René Roy fait partie de la promotion 1914 de l'École polytechnique et est devenu ingénieur des ponts et chaussées,.
René Roy fut blessé au chemin des Dames pendant la Première Guerre mondiale à l'âge de 23 ans et devint par la suite aveugle,.
À partir de 1931, il occupe la chaire d'économétrie à l'Institut de statistique de l'université de Paris.
Il a été membre actif de la société de statistique de Paris pendant trois décennies et en a assumé les fonctions de président en 1949.
Il a été élu à l'Académie des sciences morales et politiques en 1951.

## Publications
- René Roy, « Les index économiques », Revue d'économie politique,‎ 1927
- René Roy, « La demande dans ses rapports avec la répartition des revenus », Metron, vol. 8, no 3,‎ 1930, p. 101-153
- René Roy, « Les lois de la demande », Revue d'économie politique, vol. 45,‎ 1931, p. 1190-1218 (lire en ligne)
- René Roy, « Cournot et l'école mathématique », Econometrica, vol. 1, no 1,‎ 1933, p. 13-22 (JSTOR 1912227)
- René Roy, « La Demande dans ses rapports avec la répartition des revenus », Econometrica, vol. 1, no 3,‎ 1933, p. 265-273 (JSTOR 1907040)
- René Roy, Contribution aux recherches économétriques, Paris, Hermann, 1936
- René Roy, « Les Divers concepts en matière d'indices », Journal de la société de statistique de Paris, vol. 82,‎ 1941, p. 177-206 (lire en ligne)
- René Roy, De l'utilité : Contribution à la théorie des choix, Hermann & cie, 1942
- René Roy, « La Hiérarchie des besoins et la notion de groupes dans l'économie de choix », Econometrica, vol. 1, no 1,‎ 1943, p. 13-24 (JSTOR 1905715)
- René Roy, « L'ingénieur et le savant », dans Jules Dupuit et son œuvre économique, Paris, École nationale des ponts et chaussées, 1945, p. 3-18
- René Roy, « La Distribution du revenu entre les divers biens », Econometrica, vol. 15, no 3,‎ 1947, p. 205–225 (JSTOR 1905479)
- René Roy, « Les nombres indices », Journal de la société de statistique de Paris, vol. 90,‎ 1949, p. 15-34 (lire en ligne)
- René Roy, « La Demande des biens indirects », Econometrica, vol. 19, no 4,‎ 1951, p. 466-471 (JSTOR 1907468)
- René Roy, « Pareto statisticien : la distribution des revenus », Revue d'économie politique, vol. 59,‎ 1949, p. 555-577
- René Roy, « Les élasticités de la demande relative aux biens de consommation et aux groupes de biens », Econometrica, vol. 20, no 3,‎ 1952, p. 391-405 (DOI 10.2307/1907411, JSTOR 1907411)
- René Roy, « Du rôle de la statistique dans l'élaboration des concepts », Journal de la société de statistique de Paris, vol. 102,‎ 1961, p. 212-220 (lire en ligne)
- René Roy, « Georges Darmois, 1888-1960 », Econometrica, vol. 29, no 1,‎ janvier 1961, p. 80-83 (JSTOR 1907690)
- René Roy, « Préface », dans Robert Hénon, L'Économétrie au service de l'entreprise, Gauthier-Villars, 1964, 475 p.
- René Roy, « Francois Divisia, 1889-1964 », Econometrica, vol. 33, no 3,‎ juillet 1965, p. 635-640 (JSTOR 1911759)
- René Roy, Éléments d'économétrie, Presses universitaires de France, 1970